# Azotat de cobalt
Azotatul de cobalt este o sare a acidului azotic cu cobaltul bivalent cu formula chimică Co(NO3)2. O altă denumire a acestuia este nitrat de cobalt. Culoarea sa este roșie-brună. Ca și alți azotați, apare sub formă de hexahidrat, adică are 6 molecule de apă înglobate în molecula acestuia. 

## Compoziție și structură
În ciuda formei anhidre, Co(NO3)2, există și forme hidratate de azotat de cobalt. Gradul de hidratare al compusului poate fi sumarizat de către formula generală Co(NO3)2·nH2O, unde n=0, 2, 4 sau 6.

## Identificare
Identificarea azotatului de cobalt se face cu sodă caustică. Precipitatul care se depune în urma reacției are culoarea albastră-violet. 
{\displaystyle \mathrm {Co(NO_{3})_{2}+2NaOH=Co(OH)_{2}\downarrow +2NaNO_{3}} }
1. ↑  „Azotat de cobalt”, 10141-05-6 (în engleză), PubChem, accesat în 19 noiembrie 2016
2. ↑  „Azotat de cobalt”, 10141-05-6 (în engleză), PubChem, accesat în 9 octombrie 2016